# Новоселье (Добровский район)
Новосе́лье — деревня Замартыновского сельсовета Добровского района Липецкой области.
В деревне три улицы: Лесная, Луговая и Полевая.

## Население
| 2010 |
| ---- |
| 37   |

Новоселье расположено на реке Мартынчик (правый приток реки Воронеж), высота центра селения над уровнем моря — 148 м